# Criminalidade na Índia
O crime na Índia está presente em várias formas. O crime organizado inclui o tráfico de drogas, o lavagem de dinheiro, extorsão, homicídio por encomenda, fraude etc. Outras operações criminosas estão envolvidos no tráfico de seres humanos, a corrupção, violência política e religiosa, o terrorismo, sequestro etc

## Narcotráfico
A Índia está localizada dentro entre dois dos maiores produtores de ópio da Ásia - O Crescente Dourado compreendendo  Paquistão, Afeganistão e Irão e o Triângulo Dourado compreendendo Birmânia, Tailândia e Laos. Por causa de sua localização geográfica, a Índia experimenta grande quantidade de tráfico de drogas através das fronteiras. A Índia foi apontada, em 2007, como o maior produtor mundial de ópio lícito ao comércio farmacêutico. Mas uma quantidade indeterminada de ópio é desviada para os mercados de drogas ilícitas internacionais.
Em Maharashtra, Mumbai é um importante centro de distribuição de drogas. A droga mais comumente usada em Mumbai é a heroína indiana (chamada de desi mal pela população local). A rede de transportes públicos, tanto a rodoviária, como a ferroviária, é utilizada para o tráfico.
Um inquérito realizado em 2003-2004 pelo Narcotics Control Bureau constatou que havia aproximadamente 4 milhões de toxicodependentes na Índia. O número real pode ser mais elevado. Os mais comuns são medicamentos usados na Índia (ganja, haxixe, ópio e heroína). No relatório anual do governo dos Estados Unidos a Índia está entre os 20 centros produtores de drogas ilegais, juntamente com o Paquistão, Afeganistão e Mianmar.